# Charles Morice (architecte)
Pour les articles homonymes, voir Charles Morice et Morice.
 (mars 2015).
Si vous disposez d'ouvrages ou d'articles de référence ou si vous connaissez des sites web de qualité traitant du thème abordé ici, merci de compléter l'article en donnant les références utiles à sa vérifiabilité et en les liant à la section « Notes et références ».
Charles Morice (1848-1905), est un architecte français.

## Biographie
Charles Morice est fils de François Guillaume Morice, ébéniste à Tours en 1839. Il fait partie des architectes élèves de l’École des beaux-arts, promotion 1868, diplômé 1878. Il se porte candidat à plusieurs reprises pour concourir, en vain, au prix de Rome. En 1877, les diplômés de l'école avaient créé la SADG (Société des architectes diplômés du gouvernement), il s'inscrira à son tour à la SAF (Société des Artistes Français) Il devient Architecte de la Ville de Paris, ainsi qu'expert en justice de paix. (3) Son fils aîné, François-Charles, né en 1872 à Paris, devient l'architecte de la ville de Maisons-Alfort.  Frère de Léopold Morice (1846-1919), à eux deux ils ont construit, sur la place du Château d'Eau, devenue par la suite, place de la République, le Monument à la République, à Paris. Léopold conçut la statuaire en pierre et en bronze, tandis que Charles dessina le piédestal.